# Lo que callamos las mujeres
Lo que callamos las mujeres es una serie de antología melodramática mexicana creada por Elisa Salinas para TV Azteca desde el año 2000. La serie sigue siendo uno de los programas más populares de dicha televisora y actualmente se sigue transmitiendo con gran aceptación. En su elenco han desfilado algunos de los más importantes actores del teatro, el cine y la televisión en México.
La serie se estrenó por Azteca Uno —anteriormente como Azteca Trece— el 3 de septiembre de 2000, iniciando sus emisiones los domingos por la noche y debido a su gran aceptación, fue cambiada de lunes a viernes a partir del mes de marzo de 2001.
El 13 de marzo de 2017, la producción y emisión de la serie —con 16 temporadas y 2777 episodios emitidos hasta esa fecha— fue pausado debido al estreno de su spin off, Mujeres rompiendo el silencio, bajo la producción de Rafael Urióstegui. Sin embargo, después de haberse estrenado su último episodio emitido en televisión 4 años después, TV Azteca —a través de la cuenta oficial de Twitter de Azteca Uno— anunció la emisión de nuevos episodios, emitidos desde el 18 de abril de 2021 hasta fin de año.
El 26 de diciembre de 2022 se anunció el reinicio de la producción de la serie para 2023, con Elisa Salinas y Ana Celia Urquidi al mando de la producción. La producción y rodaje de la temporada inició con el claquetazo oficial el 21 de febrero de 2023 y se estrenó el 14 de mayo de 2023.

## Apoyo social
Desde su inicio se creó una coordinación para manejar a detalle diferentes tipos de asociaciones civiles como de fundaciones que apoyen a la integridad de la mujer, desde a comunidades indígenas, violencia familiar, abuso infantil, enfermedades como el cáncer para la mujer y para el hombre, discapacidad, etc.
Dependiendo del capítulo a transmitir al aire, se muestran los datos para contactar ya sea a una asociación civil o a una fundación como ayuda para el televidente, cuenta con el respaldo de casi 40 instituciones especializadas que proporcionan información precisa y que avalan el programa, proporcionando teléfonos y direcciones donde la audiencia puede acudir en busca de ayuda. Algunas de ellas son: APAC (parálisis cerebral), AA (Alcohólicos Anónimos), APIS (atiende problemas de violencia intrafamiliar), CONADE (con su programa para atletas paralímpicos), Fundación Michou y Mau I.A.P. (niños con quemaduras), INMUJERES del Distrito Federal, La casa de la Sal (personas que viven o conviven con VIH/SIDA) Fundación Origen Pro Ayuda a la Mujer (que con su call center da atención a miles de mujeres), México Unido Contra la Delincuencia y MAM, Mujeres Aportando a Mujeres, entre otras.

## Audiencias
| Temporada | Horario (CT)                                     | Episodios | Primera emisión     | Primera emisión     | Última emisión | Última emisión      | Prom. de espectadores (formato) |
| Temporada | Horario (CT)                                     | Episodios | Fecha               | Audiencia (formato) | Fecha          | Audiencia (formato) | Prom. de espectadores (formato) |
| --------- | ------------------------------------------------ | --------- | ------------------- | ------------------- | -------------- | ------------------- | ------------------------------- |
| 17        | Domingo 19:00 - 20:00 h. Sábado 18:00 - 19:00 h. | 34        | 18 de abril de 2021 | 0.95                | —              | —                   | 0.70                            |
| 18        | Domingo 19:00 - 20:00 h.                         | 1         | 14 de mayo de 2023  | 0.74                | —              | —                   | —                               |

## Premios y nominaciones
| Año  | Premio             | Categoría                 | Nominado(s)                       | Resultados |
| ---- | ------------------ | ------------------------- | --------------------------------- | ---------- |
| 2002 | Premios INTE       | Mejor programa unitario   | Lo que callamos las mujeres       | Ganador    |
| 2007 | GLAAD Media Awards | Mejor episodio invividual | Ep. «Homosexualidad»              | Nominado   |
| 2007 | GLAAD Media Awards | Mejor episodio invividual | Ep. «Su otro amor»                | Nominado   |
| 2023 | Premios PRODU 2023 | Mejor unitario            | Ana Celia Urquidi y Elisa Salinas | Pendiente  |